# Скидмор (Мисури)
Скидмор (енгл. Skidmore) град је у америчкој савезној држави Мисури.

## Демографија
По попису из 2010. године број становника је 284, што је 58 (-17,0%) становника мање него 2000. године.
| Група             | 2000.       | 2010.       |
| Белци             | 340 (99,4%) | 282 (99,3%) |
| Афроамериканци    | 1 (0,3%)    | 0 (0,0%)    |
| Азијати           | 0 (0,0%)    | 0 (0,0%)    |
| Хиспаноамериканци | 0 (0,0%)    | 0 (0,0%)    |
| Укупно            | 342         | 284         |